# سمب‌کورپ مارین
سمب‌کورپ مارین (به انگلیسی: Sembcorp Marine) شرکت کشتی‌سازی سنگاپوری است، که در زمینه طراحی و ساخت کشتی کانتینری، کشتی باری، کشتی نفت‌کش و شناور FPSO، سکوهای حفاری دریایی، مخازن نگهداری سوخت، تانکرهای مواد شیمیایی، سازه‌ها و نیمه‌شناورهای فراساحلی فعالیت می‌کند.
شرکت سمب‌کورپ مارین در سال ۱۹۶۳ تأسیس شد و در حال حاضر دارای ۱۲ کارخانه تولیدی در کشورهای سنگاپور، اندونزی، هند، چین، برزیل، بریتانیا و ایالات متحده آمریکا می‌باشد.
دفتر مرکزی این شرکت در شهر سنگاپور قرار دارد و بخشی از سهام آن در بازار بورس سنگاپور معامله می‌شود.